# Castillo de la Concepción

Escudo de Cartagena con la imagen del castillo.

El castillo de la Concepción  es una construcción medieval del siglo XIII o XIV enclavada sobre el cerro del mismo nombre que se alza sobre Cartagena y su puerto (Región de Murcia, España). Este castillo es el que aparece representado en el escudo de la ciudad.

## Origen
La naturaleza de las primeras edificaciones sobre el cerro son algo inciertas. Según el historiador griego Polibio, sobre el cerro se alzaba en época romana un templo dedicado al dios Esculapio.
En la restauración reciente realizada en el castillo se descubrió que el primer piso del mismo se había construido reutilizando unas cisternas de factura romana, que podrían corresponder, bien al mencionado templo de Esculapio o a algún tipo de edificación del período bizantino.

## Alcazaba árabe
Durante mucho tiempo se había pensado que la ciudad de Cartagena había prácticamente desaparecido durante la dominación musulmana. Sin embargo, por diversas fuentes árabes se sabe que la ciudad tuvo cierta importancia a partir del siglo X, y especialmente durante el siglo XII.
Restos del poblamiento árabe de la ciudad han aparecido en diversas excavaciones realizadas en el casco antiguo, especialmente en las del teatro romano.
Del estudio de algunos torreones y ruinas se ha descubierto que parte de las murallas del actual castillo esconden embutidos torreones correspondientes a una alcazaba musulmana del siglo XII.
De la época árabe queda en pie la linterna del castillo, que hacía las veces de faro.

## El castillo de Alfonso X el Sabio

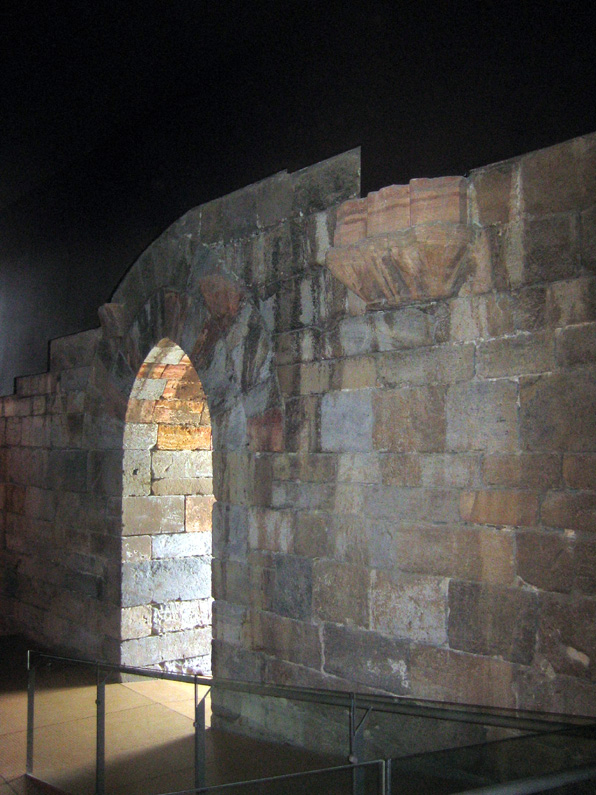
Interior de la torre del homenaje.

Durante mucho tiempo se había atribuido la configuración actual del castillo al reinado de Enrique III de Castilla, en el siglo XIV. Sin embargo, últimas investigaciones han adelantado su construcción sobre la alcazaba árabe a los tiempos de la Reconquista, en el siglo XIII.
Tras la conquista de Cartagena por el entonces infante Alfonso X el Sabio en 1245, se dispuso a restaurar la antigua sede episcopal de la Diœcesis Carthaginensis y a fortificar la ciudad con la construcción de un castillo en el punto más alto de la ciudad, donde antes se encontraba la alcazaba.
La ciudad se convirtió en ese momento en la única salida de la Corona de Castilla al mar Mediterráneo, que se encontraba encajada entre la Corona de Aragón y el Reino de Granada. La importancia estratégica del puerto de Cartagena era fundamental para la política militar del rey Alfonso X el Sabio.
El castillo de Cartagena muestra una disposición muy similar a los castillos de Aledo y Lorca, con los que comparte algunas marcas de cantero.
En tiempos del rey Alfonso se crea en Cartagena la Orden de Santa María de España para la lucha naval contra los musulmanes. Varios desastres navales en los que se perdieron casi todas las naves de la orden hicieron que el rey firmara su disolución. Esto provocó la disminución de la importancia estratégica del puerto de Cartagena y, como consecuencia, el castillo quedó inacabado.
La entrada al castillo se hacía por un gran arco monumental enmarcado por dos torreones conocidos como Puerta de la Villa, que daba acceso a todo el recinto amurallado del castillo.

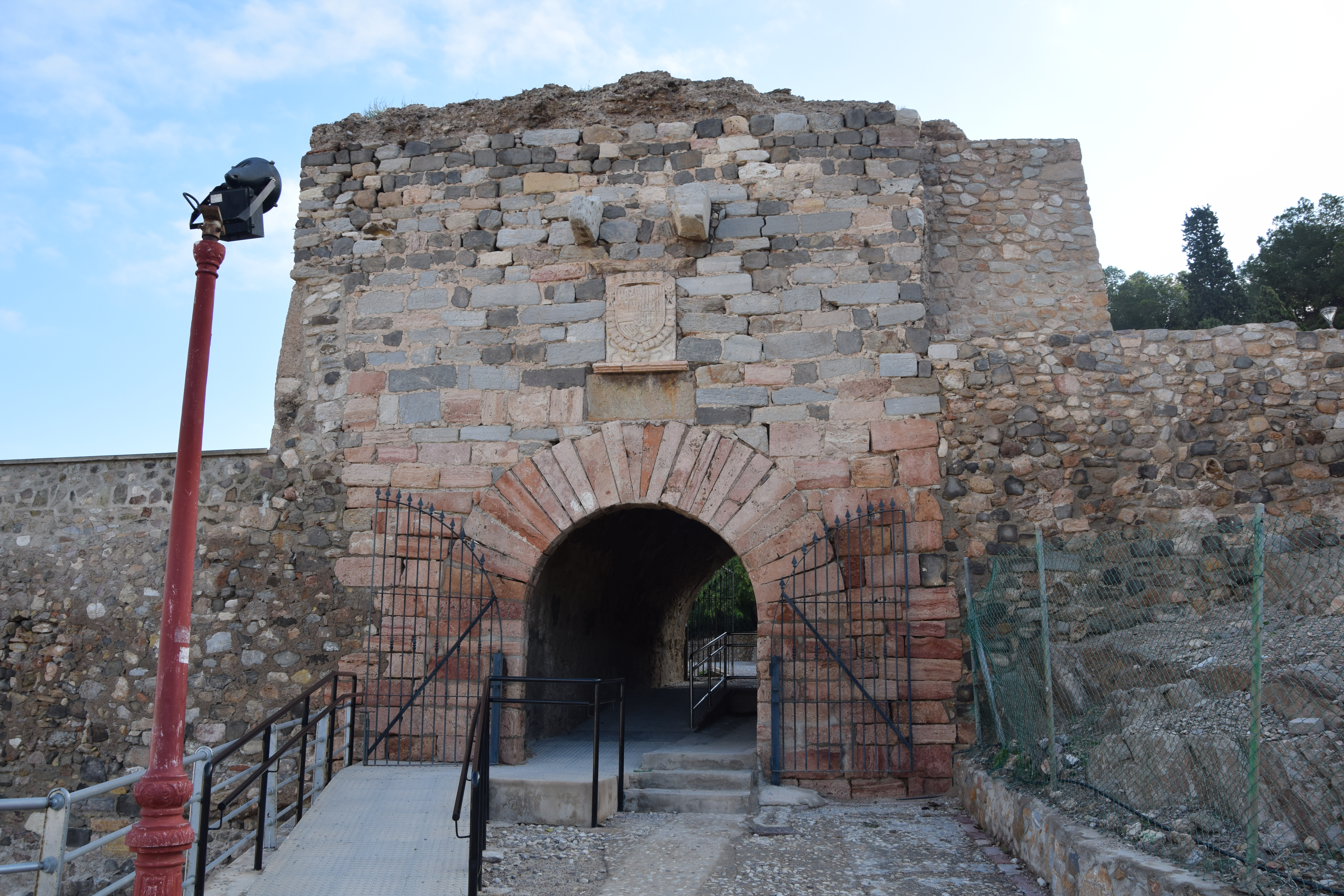
Puerta de acceso al Castillo de la Concepción, conocida popularmente como Puerta de la Villa.

Dentro del recinto amurallado destacaba la torre del homenaje, llamada El Macho, construida con grandes sillares de caliza gris del Cabezo Gordo de Torre-Pacheco y travertino rosa de Mula. Son muy frecuentes los sillares y lápidas reaprovechados de edificios romanos, como la gran lápida de Lucio Emilio Recto que sirve de dintel a la entrada de la torre. Algunos historiadores afirman que al torreón del castillo le faltaría una segunda planta completa, lo que habría hecho tener una apariencia final muy similar a la de la torre alfonsina del castillo de Lorca.

## Ruina y restauración
Al perder su función defensiva, el castillo entró en decadencia y comenzó un progresivo proceso de ruina, que llevó al Ayuntamiento a plantearse su demolición a principios del siglo XX.
Afortunadamente el proyecto no se llevó a cabo, y durante la dictadura de Primo de Rivera todo el recinto se convirtió en un gran parque público con jardines, estanques y animales, popularmente conocido como el «castillo de los Patos». A pesar de esto, el castillo continuó en ruinas.
Por fin, con la formación del consorcio Cartagena Puerto de Culturas, se acometió la restauración parcial del castillo y su torre del homenaje se convirtió en un centro de interpretación de la historia de Cartagena.

## Galería

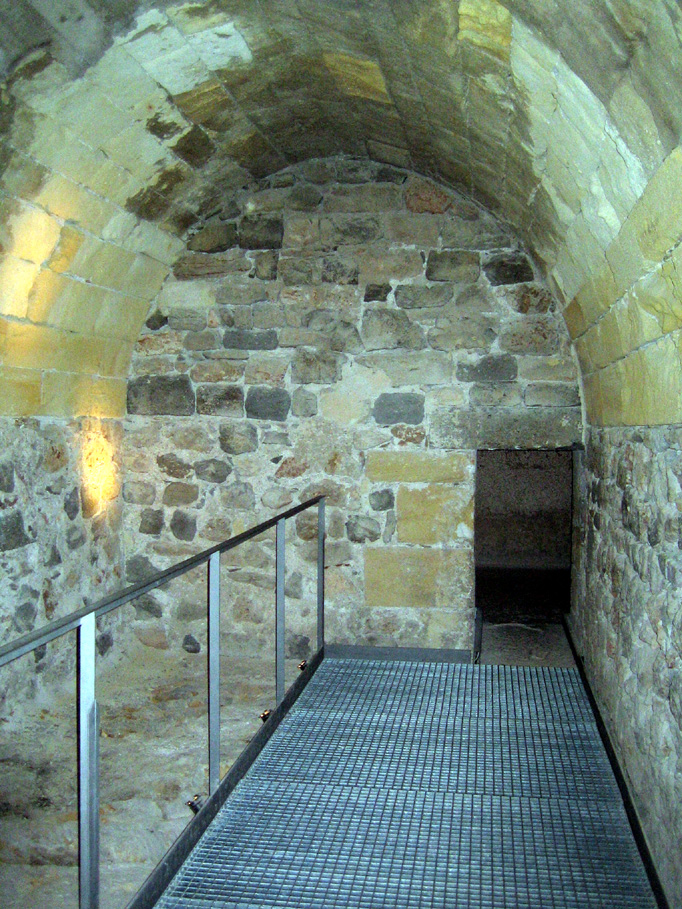
Cisternas romanas del castillo.
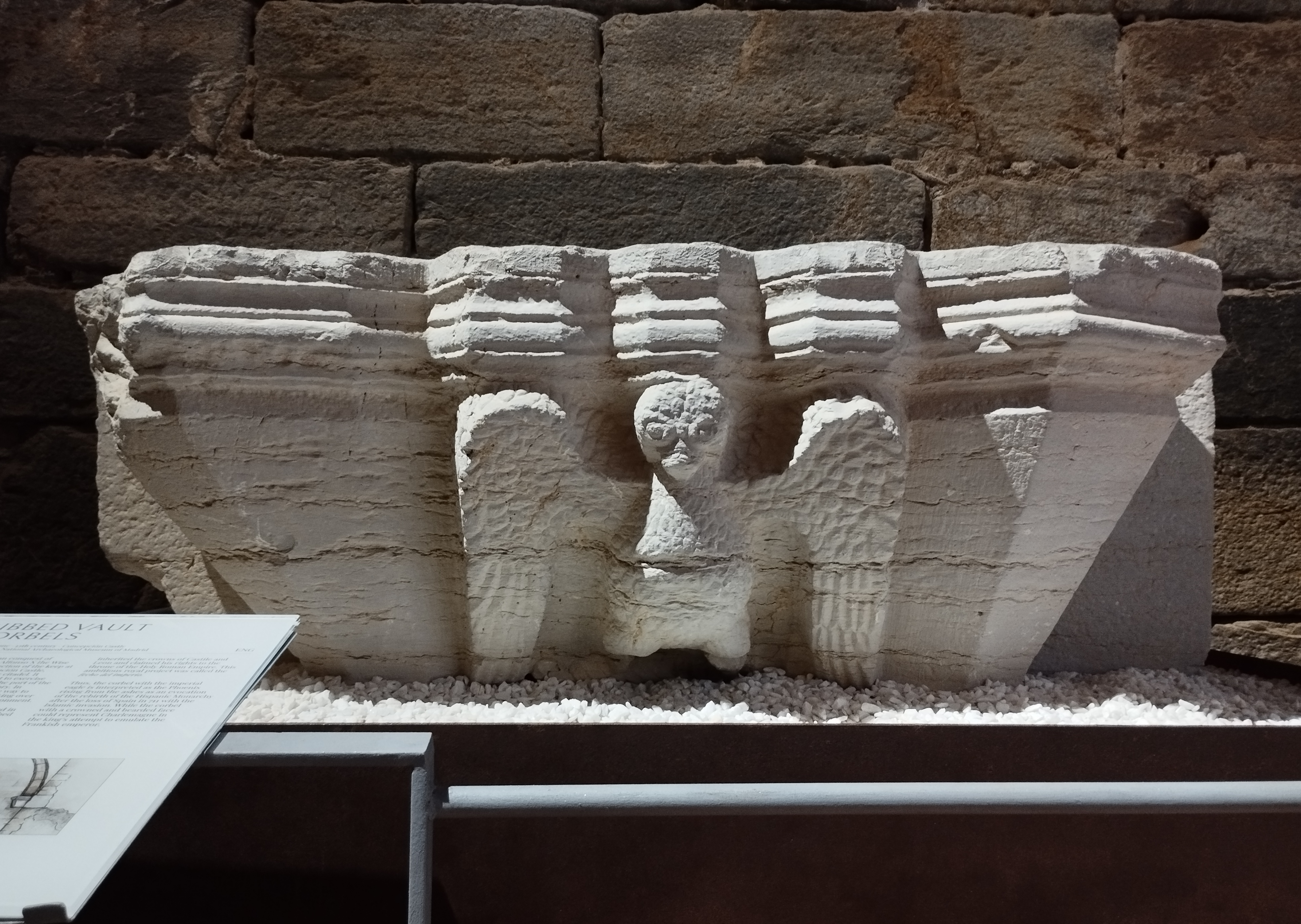
Ménsula del siglo XIII.
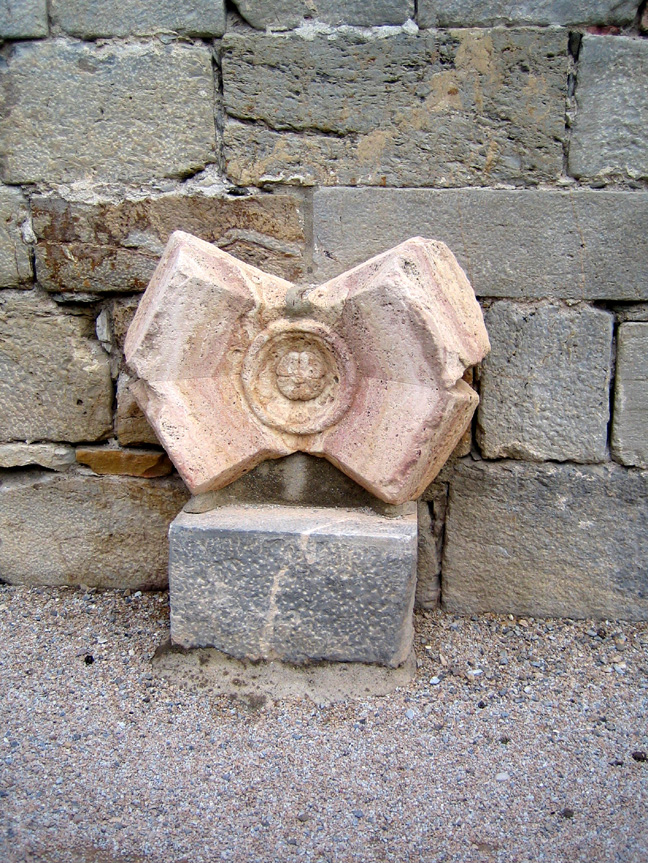
Clave de bóveda del siglo XIII.
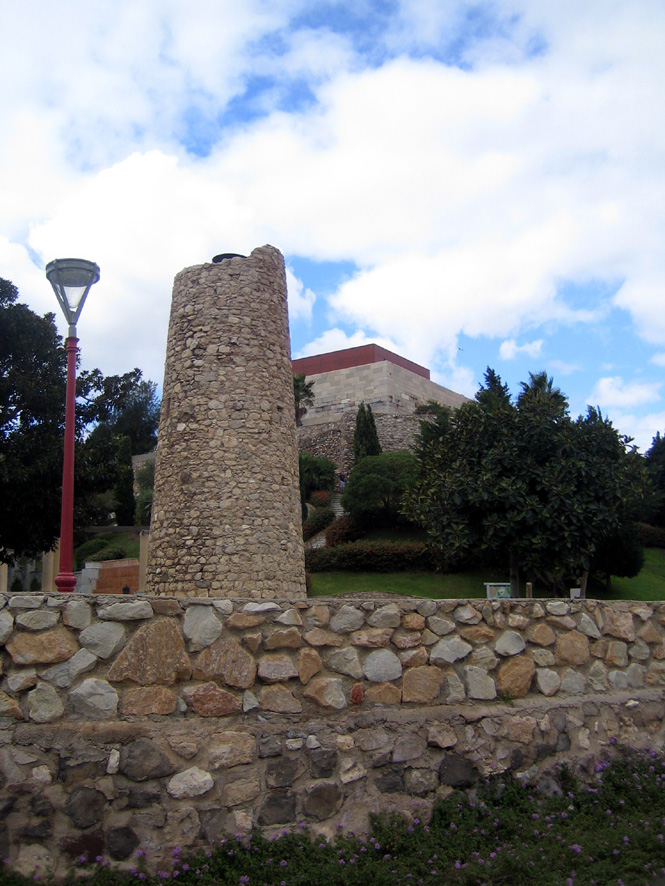
Linterna árabe del castillo.